# Římskokatolická farnost Horní Újezd u Všechovic
Římskokatolická farnost Horní Újezd u Všechovic je územní společenství římských katolíků s farním kostelem Narození Panny Marie v děkanátu Hranice.

## Historie farnosti
První písemná zmínka o obci pochází z roku 1486. V roce 1539 působili v Újezdě protestanti, za nichž byla ke kostelu přistavěna kazatelna. Roku 1785 byla péčí náboženského fondu zřízena v Újezdu kurace.

## Duchovní správci
Od září 2008 je administrátorem excurrendo R. D. Mgr. Ing. Vratislav Kozub.

## Bohoslužby
| Kostel                      | Místo                   | Bohoslužba (den)       | Hodina           | Poznámka     |
| --------------------------- | ----------------------- | ---------------------- | ---------------- | ------------ |
| kostel Narození Panny Marie | Horní Újezd u Všechovic | neděle pondělí čtvrtek | 9.30 17.30 16.00 | farní kostel |

## Aktivity ve farnosti
Ve farnosti se pravidelně̟ koná tříkrálová sbírka. V roce 2018 se vybralo v rámci farního střediska Všechovice 89 697 korun.